# Ліутпранд Кремонський
Ліутпранд Кремонський (італ. Liutprando di Cremona; бл. 920–971/972) — середньовічний дипломат та церковний діяч Італійського королівства та Священної Римської імперії, хроніст, письменник.

## Життєпис
Походив з лангобардської знаті. Син впливового чиновника при дворі королів Італії. Народився близько 920 року у Павії. У 927 році батько поїхав до Візантії як посол Гуго, короля Італії, і помер невдовзі після повернення з подорожі. Його мати вийшла заміж за представника також знатного лангобардського роду.
931 року Ліутпранда було відправлено до двору короля Гуго, де був прийнятий в королівську співочу капелу. Тут здобув всебічну освіту, вивчивши латинь, риторику та Біблію. Добре знав твори античних класиків, зокрема поезію Горація, Вергілія, Овідія, Марка Марціала, Луція Сенеки та інших, прозові тексти Цицерона, Плінія Молодшого, Аврелія Августина, Платона тощо. Стає кліриком, а потім дияконом у Павії. У 942—943 роках вітчим Ліутпранда очолював італійське посольство до Візантії.
У 945 році Беренгар II, маркграф Івреї, повалив Гуго, призначивши Ліутпранда до своєї канцелярії. Протягом кількох років новий володар демонстрував прихильне ставлення до нього. У 949 році він відправив Ліутпранда у складі посольства до візантійського імператора Костянтина VII. Там Ліутпранд вивчав середньо- і давньогрецькі мови, а також побут візантійців, від якого залишився в захваті. Через деякий час після повернення з посольства Ліутпранд переїхав до Німеччини, до двору короля Оттона I. Припускають, що причиною став конфлікт з Беренгаром II. За припущенням історика Ніколаса Штаубаха це сталося у 951 році, коли Оттон I почав війну з Беренгаром II в Італії. Це пояснювало б, чому італійський король згодом негативно ставився до Ліутпранда, а той у своїх творах не згадував про причини такого ставлення.
За порадою Рецемунда, посла кордовського халіфа Абд ар-Рахмана III, у 956 році Ліутпранд, прагнучи справити враження на Оттона I, почав писати хроніку політичних подій Європи.
У 961 році після того як Оттон I остаточно захопив Італію, Ліутпранда призначено єпископом Кремони. Протягом декількох років активно займався політикою, беручи участь у дипломатичних завданнях. У 963 році Ліутпранд очолив посольство до папи римського Івана XII з приводу його конфлікту з Оттоном I, намагаючись переконати того припинити ворожнечу з імператором і відмовитися від підтримки поваленого короля Адальберта I. Папа римський зустрів Ліутпранда вороже. Тому Оттон I рушив до Італії, де взяв в облогу Рим, що змусило Івана XII втекти з міста. Оттон I скликав собор єпископів, у якому Ліутпранд був фактично перекладачем імператора, оскільки той умів говорити лише саксонською. За рішенням собору Іван XII був заочно скинутий, а папою римським став Лев VIII. Але незабаром той помер. У 965 році Ліутпранд знову вирушив до Риму як посланець імператора, організувавши обрання нового папи римського, яким став Іван XIII. У 967 році Ліутпранд став учасником Равеннського собору та коронації спадкоємця трона Оттона, сина імператора Оттона I.
У 968 році Ліутпранд очолив посольство до імператора Никифора II, метою якої були перемовини про шлюб між Оттоном Молодшим і Анною, донькою попереднього візантійського імператора Романа II. За описом Ліутпранда Никифор II надав посольству недружній прийом (переважно через невизнання візантійцями імператорського титулу за Оттоном I) і відкинув пропозицію.
У 969 році був присутній під час підписання акта про зведення діоцезу Беневенто в архієпископство, брав участь у соборі в Мілані про приєднання єпископства Альба до діоцезу Асті. У 970 році у Феррарі очолив розгляд про визнання юрисдикції Равеннського архієпископа над деякими спірними територіями. За іншими, менш достовірними відомостями, в цей час він брав участь ще в одному візантійському посольстві, яке мало привезти з Константинополя Феофано, племінницю нового імператора Іоанна I як наречену Оттона Молодшого. Згідно з переказами, Ліутпранд помер або дорогою до Константинополя, або незабаром після повернення на батьківщину у 971 чи 972 році. Документ від 972 року підтверджує передачу земель Ліутпранда іншій людині; відомо, що вже 973 року новим Кремонським єпископом згадується Ульріх.

## Творчість
Складав твори латиною. В його доробку: «Antapodosis» («Відплата») щодо подорожі до Візантії і причини свого негативного ставлення до короля Беренгара II; релігійний текст «Великодня гомілія» (лат. Homelia Paschalis); хроніка «Діяльність Оттона» (лат. De rebus gestis Ottonis); «Посольство до Константинополя до імператора Никифора Фоки» (лат. Relatio de legatione Constantinopolitana ad Nicephorum Phocam).
«Antapodosis» є одним з найраніших відомих творів оттонівської літератури і єдиним, що охоплює події до коронації Оттона I імператором —  887—950 роки. Складається з 6 книг з частими автобіографічними вставками. Початкова назва — «Gesta regum ac principum totiaes Europae» («Хроніка королів і князів всієї Європи»). Ліутпранд почав писати його у Франкфурті-на-Майні в 958 році. Червоною стрічкою проходить ідея про божествений вибір Оттона, підтримку його від Бога та усілякі дива в боротьбі з ворогами Священної Римської імперії. В перших двох представлено вихваляння Оттона I, придушення повстань німецьких герцогів, оповідь про дії останніх незалежних королів Італії, критика Беренгара II, виправдання захоплення Італії німцями, опис занепаду інституту папства. Ліутпранд також приділяє увагу розповіді про Візантію, згадується похід київського князя Ігоря на Константинополь в 941 році; приділяє увагу боротьбі з угорськими племенами, описуючи останніх як войовничих та жорстоких язичників. У третій книзі описується історія Італії, Бургундії та Візантії до 935 року. У четвертій книзі Ліутпранд продовжує опис подій в Італії, але також включає розповідь про Німеччину. Для описи подій цього часу він, за власним зізнанням, користується оповіданнями інших людей. П'ята книга присвячена історії Італії та Візантії до 947. Шоста книга починається з розповіді про посольство Ліутпранда до Візантії в 949 році, але оповідання обривається.
У праці рідкісні вказівки на точні дати, розповіді про історичні події часто не пов'язані між собою, а їхній підбір багато в чому ґрунтується на суб'єктивній думці Ліутпранда. У тексті багато іронії, автор часто посилається до творів античної класики і Біблії, вставляє цитати й вірші, зокрема власного авторства, і навіть великі уривки грецькою.
Релігійний текст «Великодня гомілія» є видом диспуту з уявним співрозмовником-юдеєм. Тут автор спростовує аргументи останнього проти деяких християнських догматів.
Інша праця «Діяльність Оттона» складається з 22 розділів. Припускають, що твір створено між 963 і 965 роками, але його не було завершено. Також Ліутпранд не дав йому назви, а та, під якою вона тепер відома, була вигадана наступними публікаторами. Автор описує історію панування імператора Оттона I у 960—964 року, насамперед його другий похід до Італії. У творі Ліутпранд вихваляє імператора і критикує його політичних супротивників.
Фактично  своєрідним звітом про посольство 968 року є праця «Посольство до Константинополя до імператора Никифора Фоки». Ліутпранд, щоб відвернути увагу адресатів від факту провалу завдання, багато критикує візантійців, передусім візантійського імператора Никифора II. Також докладно описує зміст своїх суперечок із ним. Внаслідок цього твір є важливим джерелом стосовно римсько-візантійської полеміки про правонаступництво Римської імперії та особливостей дипломатії й влаштування візантійського імператорського двору X ст. Текст дійшов до наших днів завдяки нині загубленому Трирському рукопису, який став основою для першого видання твору Генріхом Канізієм у 1600 році.